# Baldenheim
Baldenheim (elsässisch: Bàldene) ist eine französische Gemeinde mit 1205 Einwohnern (Stand 1. Januar 2021) im Département Bas-Rhin in der Europäischen Gebietskörperschaft Elsass und in der Region Grand Est. Sie gehört zum Arrondissement Sélestat-Erstein, zum Kanton Sélestat und ist Mitglied der Communauté de communes de Sélestat.

## Geschichte
In einem merowingischen Grab bei Baldenheim wurde ein frühmittelalterlicher Spangenhelm gefunden (heute im Archäologischen Museum zu Straßburg). Diese Helme waren hochrangigen Personen vorbehalten und so deutet der Fund auf eine wichtige machtpolitische Funktion des Ortes zu jener Zeit hin. Ein Schriftstück des "Dux Athicus" nennt Baldenheim schon im Jahr 650 (Reg.Als.067). Die kaiserliche Immunitätsbestätigung für das Kloster Ebersheim von 817, in der auch Baldenheim erwähnt wird, ist als Fälschung erkannt worden (Als.Dipl.I, 82, Nuber u. a. in "Archäologie und Geschichte" 2011). So ist die erste sichere urkundliche Erwähnung die Schenkung Arnulfs von Kärnten aus dem Jahr 888 (Regesta Imperii I, 1789).
Von 1324 bis zur Französischen Revolution gehörte das Dorf zu Württemberg. Die Familie Rathsamhausen zum Stein erhielt den Ort von Württemberg als Lehen. Von 1871 bis 1918 war Baldenheim wie fast das gesamte Elsass Teil des Deutschen Reiches.
Die evangelische Dorfkirche wurde im 15. Jahrhundert errichtet.
| Jahr      | 1962 | 1968 | 1975 | 1982 | 1990 | 1999 | 2007 | 2017 |
| Einwohner | 789  | 800  | 863  | 915  | 875  | 924  | 1079 | 1169 |

## Sehenswürdigkeiten
- Rathaus
- Denkmal für Victor Nessler mit dem „Trompeter von Säckingen“

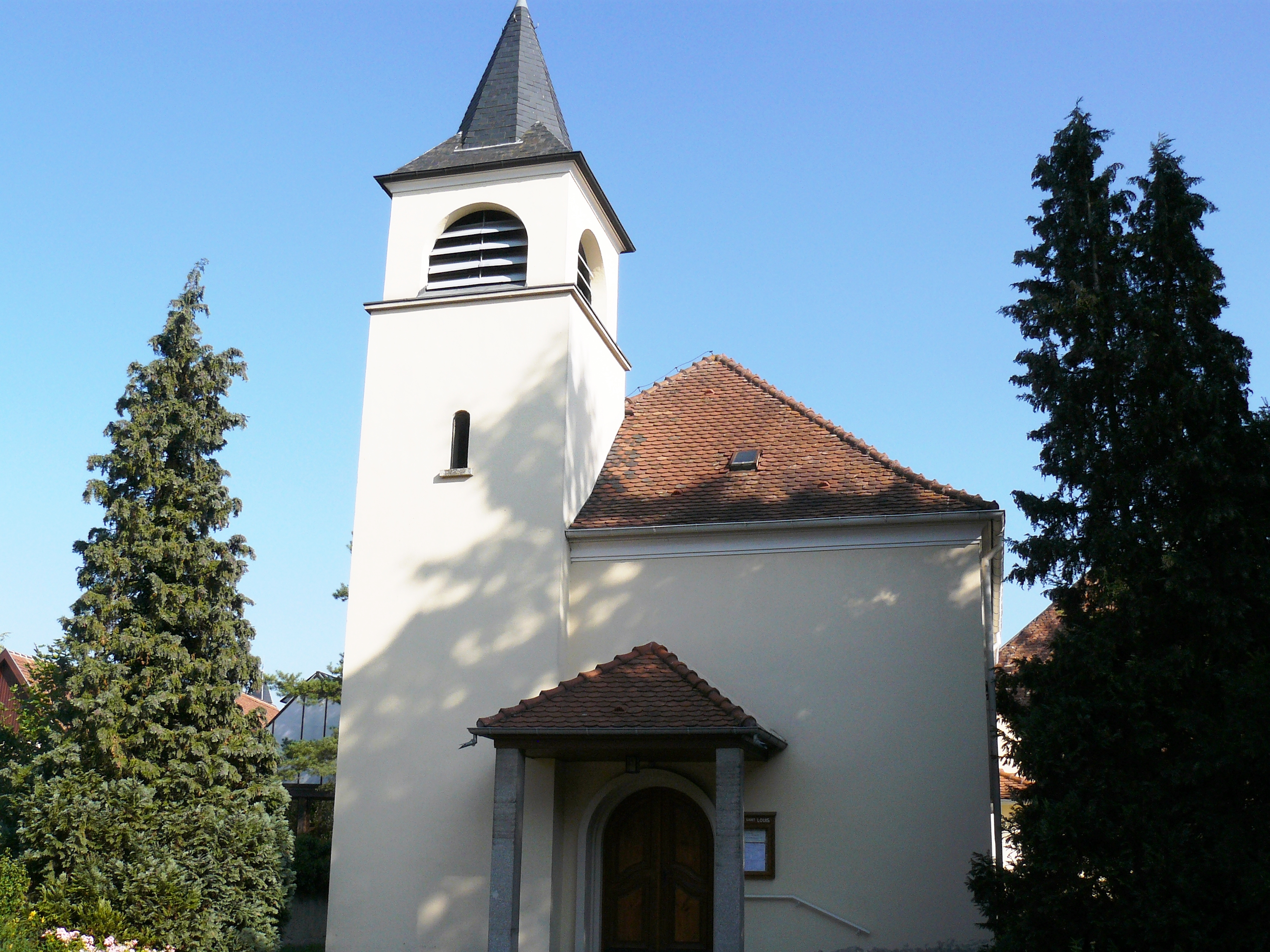
Katholische Kirche Saint-Louis
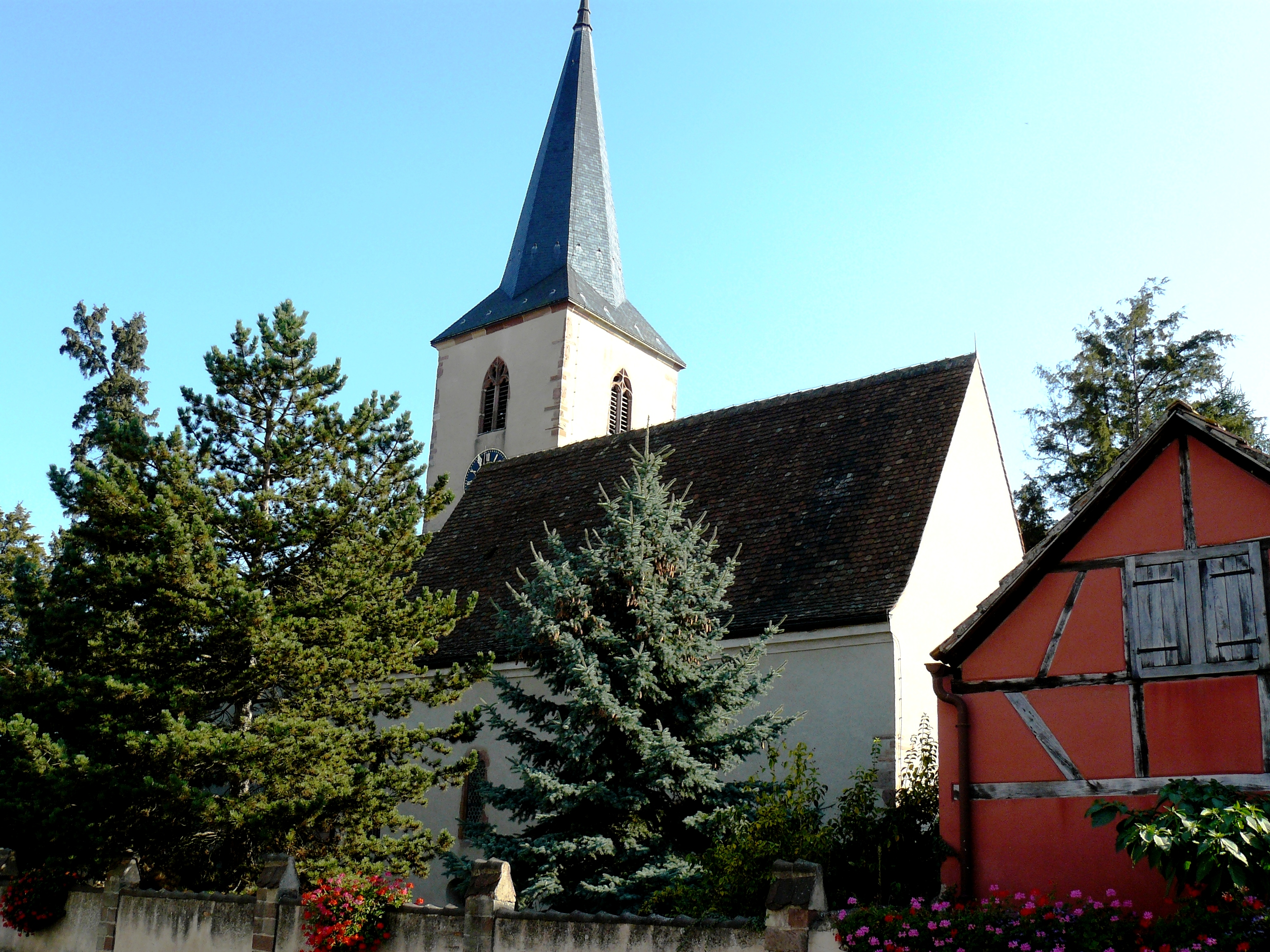
Evangelische Kirche Baldenheim: ursprünglich röm.-kath. Kirche, dann evangelisch genutzt. Fresken aus dem 14. Jahrhundert
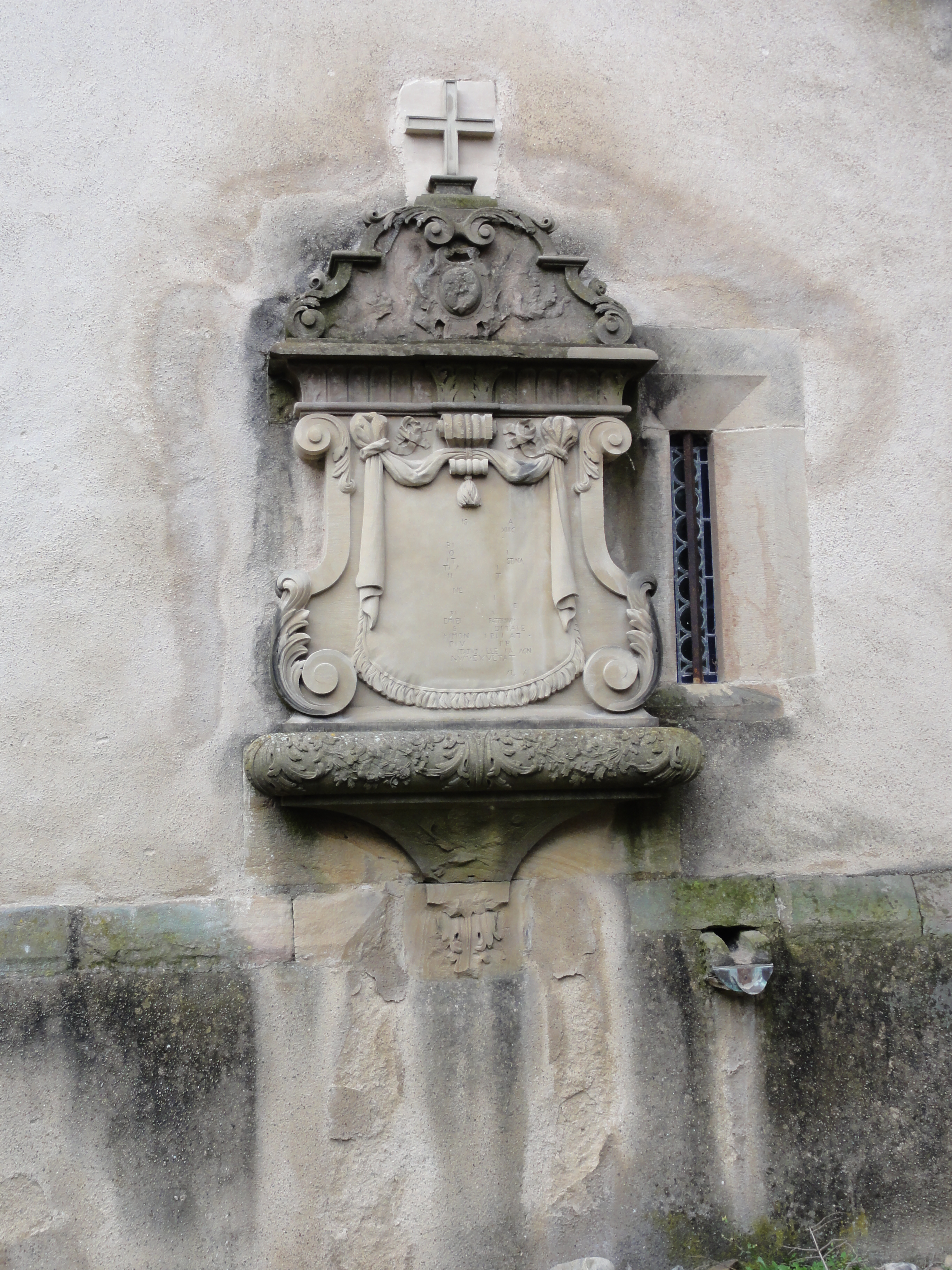
Grabmonument

- Friedhof

- Katholische Kirche Saint-Louis
- Protestantische Kirche
- Grabmonument

## Regelmäßige Veranstaltungen
Das sogenannte „Pfingstpflitteri“-Fest wird seit 1989 jährlich gefeiert.

## Persönlichkeiten
Baldenheim ist der Geburtsort des deutschen Komponisten Victor Ernst Nessler (1841–1890). Sein Geburtshaus ist erhalten. 2016 wurde ein Denkmal für den Komponisten enthüllt.